# Aberdeen Proving Ground
Pour les articles homonymes, voir APG.
L’Aberdeen Proving Ground (APG) est un terrain d'essai de l'armée américaine situé à Aberdeen dans l'état du Maryland aux États-Unis.

## Historique

### Une conséquence de la Grande Guerre
Créé le 20 octobre 1917 (six mois après l'entrée du pays dans la Grande Guerre), le pas de tir d'Aberdeen est le plus ancien centre d'essais militaires de l'Armée américaine encore  actif,. Conçu et aménagé par le général de brigade Colden Ruggles  (1869–1933), futur directeur de l'Artillerie, son emplacement permettait de tester les pièces d'artillerie à proximité des usines et des entrepôts du Maryland, tout en offrant plus d'espace que le centre d'essais de Sandy Hook.

### L'arsenal d'Edgewood

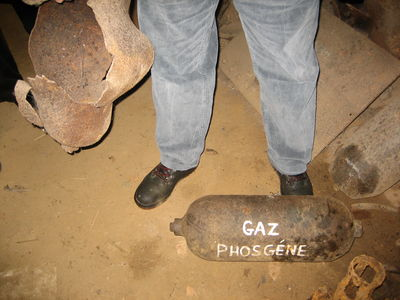
Obus Livens contenant du phosgène utilisé par l'armée anglaise durant la Première Guerre mondiale (ici dans la Somme).

Les entreprises ne pouvant fournir suffisamment de munitions conventionelles au cours de la Première guerre mondiale, le gouvernement fédéral a aménagé des usines en régie à Aberdeen, chargées de la production de gaz de combat : ce complexe chimique a pris le nom d'Arsenal d'Edgewood. On y produisait du gaz moutarde, de la chloropicrine et du phosgène ; des ateliers distincts chargeaient les obus avec ces poisons. La production, amorcée en 1918, a atteint 2 500 t/mois, pour une production totale de 9 800 t de gaz jusqu'à l'armistice de novembre 1918. L'arsenal d'Edgewood couvre près de 5 300 ha. L'un des chimistes du centre d'essais, James B. Conant, qui a travaillé sur les gaz de combat (notamment la lewisite), est devenu par la suite président de l'université d'Harvard et a supervisé le Projet Manhattan pour l'Office of Scientific Research and Development.

### Après 1941

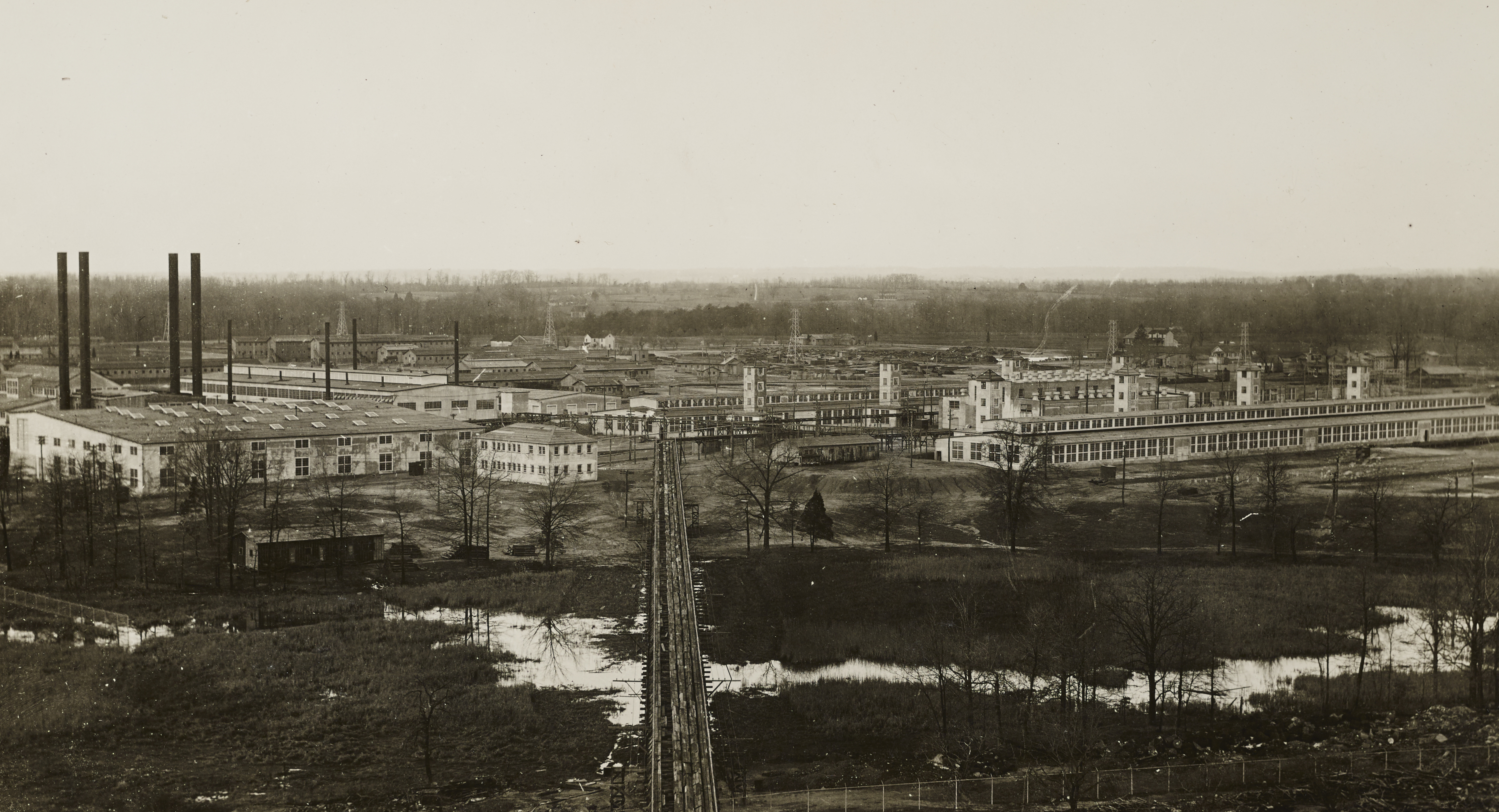
Vue panoramique sur les usines de production de gaz de combat (1918).

Au plus fort de la Deuxième guerre mondiale, Aberdeen possédait assez de baraquements pour héberger 2 348 officiers et 24 189 engagés.
C’est à Aberdeen que l'armée a installé son réacteur expérimental de propulsion nucléaire pulsée. Le 6 septembre 1968, quelques semaines après son installation, ce reacteur connut un emballement supercritique au cours des essais de réception. S'il n'y eut pas de victime, la température atteinte (1 150 °C) fut suffisante pour faire fondre le cœur et endommager les quatre anneaux de confinement. Cet accident constitue l'un des 33 accidents nucléaires critiques survenus dans le monde entre 1949 et 2000.
Dans le cadre du programme BRAC de réduction des coûts militaires de 2005, l’École d'artillerie d’Aberdeen et les laboratoires qui en dépendaient ont été supprimés, entraînant la mutation de 862 militaires et de 290 civils vers le Fort Gregg-Adams, en Virginie, mais aussi le regroupement à Aberdeen de 451 militaires et de 5 661 civils de Fort Monmouth, dans le New Jersey.

### Essais sur l'Homme
De 1955 à 1975, les chimistes de l'Armée américaine à Edgewood ont étudié sur des cobayes humains l'impact de faibles expositions à des produits toxiques pour perfectionner les combinaisons chimiques et mettre au point des antidote. Selon le Département de la Défense, ce sont près de 7 000 soldats qui ont été l'objet de ces expériences. Les médecins n'ont pas engagé de suivi d'effets à long terme sur la santé. Parmi les 250 contaminants chimiques testés, on trouve :
- des innervants à base d'anticholinestérase (Agent VX, gaz sarin, composés organophosphorés et pesticides courants (OP) du type carbamate)
- gaz moutarde
- antidotes d'agents innervants à base d'atropine et de scopolamine  ,
- des réactivateurs comme la Pralidoxime anti-pesticide,
- des hallucinogènes et des psychotropes (LSD, PCP, cannabinoïdes et Agent BZ)
- des agents irritants et des lacrymogènes
- des études sur l'effet de l'alcool et de la caféine

Au cours de la semaine du 14 juillet 1969, les chercheurs du Naval Applied Science Laboratory et ceux du Limited War Laboratory ont testé des défoliants avec de l'agent orange le long des côtes de l'Île Poole.

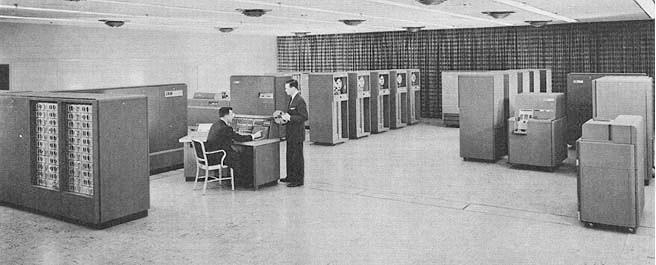
Le centre de calcul.
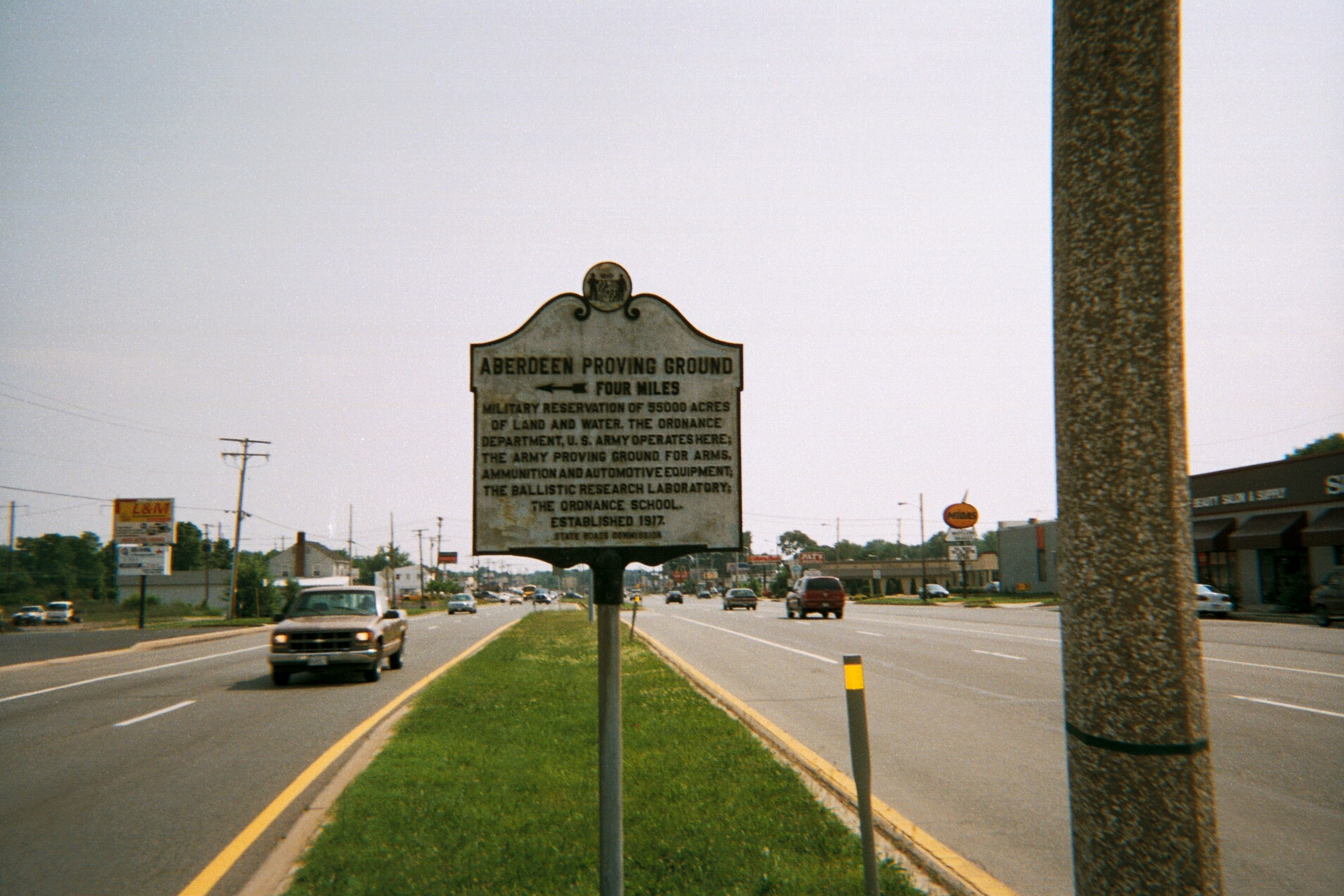
Plaque annonçant l’Aberdeen Proving Ground sur la U.S. Route 40